# Anne-Marie Kegels
Anne-Marie Canet, épouse Kegels (26 novembre 1912 - 4 juillet 1994) est une poétesse belge francophone d'origine française.

## Biographie
Anne-Marie Canet est née le 26 novembre 1912 à Dunes (Tarn-et-Garonne) au domaine de la Canette, dans une famille de vignerons du Brulhois. Elle découvre la poésie grâce à ses grands-parents : sa grand-mère est passionnée de littérature et son grand-père anime des rencontres de troubadours occitans. En 1931, à 19 ans, elle se marie à Moissac (Tarn-et-Garonne) avec Joseph Kegels, belge dont les origines maternelles sont françaises. Le couple s'installe dans la région d'Anvers, puis à Bruxelles.  Une fille, Eliane, naît en 1938. La famille se fixe à Tilff (province de Liège) en 1942. De cette période datent ses premiers poèmes.
En 1945, Jules Gille et Pierre Nothomb l'encouragent dans l'écriture poétique. Elle participe aux hebdomadaires Ardenne (en Arlon), Volonté à Bruxelles, aux activités du groupe littéraire Jeune Faune. Dans les années qui suivent, elle enchaîne les publications de livres de poèmes. En 1980, elle encourage Guy Goffette, poète et écrivain belge, à fonder la Revue Triangle.
Son mari meurt en 1986 et Anne-Marie Kegels ne se remet pas de ce deuil. Atteinte de la maladie d'Alzheimer, elle entre dans une maison de retraite en 1990. Anne-Marie Kegels décède le 4 juillet 1994 à Marbehan (Province du Luxembourg, Belgique).

## La poésie d'Anne-Marie Kegels
La poésie d'Anne-Marie Kegels est un cri de l'amour absolu. Sous la simplicité de l'expression, lente maturation agricole du travail de l'artiste, comme une herbe verte et trop sage, une lave incandescente sourd impulsivement. Sa prosodie est fluide et le vers souvent classique. Mais l'auteur ne recule jamais devant la pulsion impérieuse d'un dépouillement neuf :
Instant : Le désir bohémien / de l'escapade //
les friches connues / au gîte des grillons //
le vent d'autan / courbé / sur le bleu des chardons //
Les premières gouttes / d'une pluie / sous la langue. //
– instants ressurgis de l'enfance / fiévreux tohu-bohu / à faire chavier le temps.
D'étonnantes alliances de mots inexorable et douce avidité, terrible douceur côtoient des images ingénues et nouvelles : mort rousse, plaines renversées. L'exil choisi en Ardenne et la compagnie de la solitude appellent la nostalgie de sa brûlante Aquitaine et l'évocation réitérée de la mort, confinant à une inquiétude métaphysique.

## Extraits
(sans titre)
Printemps, quand tu viendras pour la dernière fois

que je sois jeune ou vieille, écoute : enivre-moi

si fort de ta beauté, jette-moi un tel sort

que je reste éveillée dans les bras de la mort.
[...]
Nocturne

Je viens, ô nuit d'automne, et veux me promener

seule avec toi. Depuis toujours je te sais belle,

ce soir je ne résiste plus, ta voix m'appelle

et nous dépasserons les trop prudents vergers.

Ô secrète, laisse-moi voir ce que tu caches.

Emmène-moi sur les chemins silencieux,

que ton souffle léger soulève mes cheveux,

emmène-moi – et que personne ne le sache.
[...]
Douze poèmes pour une année, 1950.
Le Vent du Sud

Lorsque le vent du Sud assiège ma fenêtre

Je lui ouvre sans bruit.

Dans sa course nocturne il a touché la terre

où mon enfance luit.
Il s'est roulé sur l'herbe et s'est frotté le corps

au velours des amandes.

Il a courbé la vigne ainsi qu'un maître fort

et froissé les lavandes.
[...]
Et le Nord est vaincu dans ses remparts de laine.

J'ai jusqu'au lendemain

rassemblé contre moi les maïs d'Aquitaine

pour me brûler les mains.

Les Doigts verts, 1967.

(sans titre)

Comme un homme pris de désir

frôle la joue de l'endormie,

l'agace un peu avec une herbe,

moi renversée au creux du pré

je te questionne à bouche close,

je te taquine avec l'espoir.
Lumière adverse, 1970.

## Publications
- Douze poèmes pour une année Cahiers de l'Hippogriffe, Collection Tract, Bruxelles, 1950
- Rien que vivre A l'enseigne du plomb qui fond, Dison-Verviers, 1951
- Chants de la Sourde Joie Les Écrivains réunis(Armand Henneuse), Lyon, 1955
- Haute Vigne Éditions du Verseau, Bruxelles, 1962
- Les doigts verts chez André de Rache, Bruxelles, 1967
- Chants de la présence chez Pierre Gabriel, Condom, France, 1968
- Lumière adverse chez André de Rache, Bruxelles, 1970
- Les chemins sont en feu Éditions René Rougerie, Mortemart, France, 1973
- Porter l'orage chez André de Rache, Bruxelles, 1978.

- Poèmes choisis Académie Royale de Langue et de Littérature Françaises, Collection Poésie Théâtre, avec un portrait signé André Schmitz et une préface de Guy Goffette. Les poèmes sont sélectionnés en accord avec Madame Eliane Barnich-Kegels, sa fille.

## Prix et distinctions littéraires
- Prix Renée-Vivien[3], Paris, 1953
- Prix Gérard de Nerval[3], Paris, 1956
- Prix Félix Denayer[3], de l'Académie Royale de Langue et de Littérature Françaises, 1962
- Prix Edmond Picard (pour son poème Haute vigne), 1963
- Prix van Lerberghes[3], Paris, 1967
- Prix Ardenne-Eifel[3], pour l'ensemble de son œuvre, 1970
- Prix Marguerite van der Wielde (Fondation Charles Plisnier), 1977
- Prix Desbordes-Valmore[3], Paris, 1978
- Prix Louise Labé[3] (à Paris) en 1979
- Grand prix de poésie Albert Mockel (Académie royale de langue et de littérature française) pour l'ensemble de son œuvre, 1983.